# Diána Mészáros
(Biografia su Hola.com)
Diána Mészáros (Budapest, 6 giugno 1982) è una supermodella ungherese.

## Pubblicità
Vanta pubblicità anche per Shiseido e Versace.

## Copertine
Le sue foto sono comparse anche su varie copertine di
- Vogue, nell'edizione italiana del giugno 2001[2]
- Elle, nell'edizione tedesca del marzo 2003[2]

## Sfilate
Ha sfilato anche per Missoni, Trussardi, Chanel, Christian Dior, Emanuel Ungaro, Givenchy, Gucci, Kenzo, Krizia, Max Mara, Mila Schön, Moschino, Oscar de la Renta, Roberto Cavalli, Valentino e Jean Paul Gaultier, oltre che per Victoria's Secret nel 2001.

## Agenzie
Tra le agenzie che l'hanno rappresentata ci sono state:
- Flair Model Management[2]
- Mega Models - Miami[2]
- Fotogen Model Agency[2]
- Women Management - Milano - Parigi[2]